# Ana Catarina Mendes
Ana Catarina Veiga dos Santos Mendonça Mendes (Coimbra, 14 de janeiro de 1973) é uma política portuguesa e foi Ministra Adjunta e dos Assuntos Parlamentares do XXIII Governo Constitucional. 
Atualmente, desempenha as funções de Eurodeputada ao Parlamento europeu. 
A 26 de junho de 2024 foi eleita Vice-presidente da Aliança Progressista dos Socialistas e Democratas.
Na ocasião demonstrou estar "convicta de que os socialistas serão um voz ativa nas políticas mais progressistas, humanistas e solidárias para continuarmos a afirmar o projeto europeu com os valores de sempre", assumindo que se está "num momento chave do projeto europeu", devido ao aumento do número de eurodeputados da extrema-direita e Estado-membros como França ou Itália.
“Serão cinco anos desafiantes para que daqui a cinco anos possamos dizer que a voz dos socialistas conseguiu manter aquele que é, do meu ponto de vista, o melhor projeto político sonhado e conseguido nestes anos todos”, concluiu.
É licenciada em Direito pela Faculdade de Direito da Universidade de Lisboa e frequentou o mestrado em Novas Fronteiras do Direito no ISCTE.
Liderou a concelhia de Almada e a Federação Distrital de Setúbal da Juventude Socialista.
Foi Presidente da Federação Distrital de Setúbal do Partido Socialista de 2014 a 2015, altura em que foi designada Secretária-geral Adjunta.
Foi deputada municipal em Almada de 1993 a 1997 e deputada na Assembleia da República eleita pelo círculo de Setúbal nas VII, VIII, IX, X, XI, XII, XIII legislaturas, tendo nesta última a 1.ª vice-presidente da bancada do PS.
Na XIV Legislatura foi Presidente do Grupo Parlamentar do Partido Socialista.
Foi eleita para a XVI Legislatura por Setúbal, cargo que ocupou até dia 15 de julho de 2024, quando renunciou para assumir o lugar de Eurodeputada no dia seguinte.
Desempenhou de 2015 a 2019 as funções de secretária-geral adjunta do Partido Socialista, tendo sido eleita com 84,84%. Desempenhou entre 2019 e 2022 as funções de Presidente do Grupo Parlamentar do Partido Socialista. Após as eleições de 30 janeiro de 2022, foi indicada por António Costa para assumir o cargo no executivo de Ministra Adjunta e dos Assuntos Parlamentares do XXIII Governo Constitucional.
Entre setembro de 2020 e março de 2022 foi comentadora residente na Circulatura do Quadrado (posteriormente denominado O Princípio da Incerteza) tendo substituído Jorge Coelho. Foi substituída por Alexandra Leitão em março de 2022, após tomar posse como ministra Adjunta e dos Assuntos Parlamentares.

## Assembleia da República

### XIV Legislatura
No início da legislatura a secretária-geral adjunta do Partido Socialista (PS), foi eleita com 84,8% para a chefia do grupo parlamentar do PS. Na sua lista para a direção do Grupo Parlamentar, Ana Catarina Mendes procurou apresentar diversidade regional. Segundo fonte socialista, "a percentagem de mulheres na direção da bancada será de 46%, o que acrescerá ao facto de Ana Catarina Mendes ser a primeira mulher presidente do Grupo Parlamentar do PS" depois de Maria de Belém Roseira em 2011 Ao abandonar o cargo de secretária-geral adjunta, afirmou que teve um ciclo de vitórias e defendeu que estão lançadas as sementes para que os socialistas obtenham um bom resultado nas próximas autárquicas.
Na sua primeira intervenção como presidente do grupo parlamentar deu os parabéns pela reeleição do Presidente da Assembleia da República, o socialista Eduardo Ferro Rodrigues, onde deixou a mensagem que é necessário defender a democracia "Cabe-nos a todos nós, todos os dias, defender a democracia".

#### Orçamento de Estado (2021)
A líder parlamentar afirmou que existia disponibilidade para a negociação do orçamento de estado até à sua votação final global. Ana Catarina Mendes defendeu depois a tese de que a estratégia orçamental do Governo de combate à crise "é em toda a sua extensão diferente da direita".

### XV Legislatura
A 30 de janeiro de 2022, Ana Catarina Mendes foi eleita deputada pelo PS para a Assembleia da República pelo círculo eleitoral de Setúbal.

## Ministra adjunta e dos assuntos parlamentares
A 30 de março de 2022, tomou posse como ministra Adjunta e dos Assuntos Parlamentares do XXIII Governo Constitucional, cessando funções em abril de 2024.

## Eurodeputada
A 16 de julho de 2024, tomou posse como Eurodeputada ao Parlamento Europeu, e trabalha  nas comissões LIBE (Comissão das Liberdades Cívicas, da Justiça e dos Assuntos Internos) e SEDE (Subcomissão da Segurança e Defesa), sendo suplente na AFET (Comissão dos Assuntos Externos).